# 科修斯科山 (南極洲)
75°43′S 132°13′W / 75.717°S 132.217°W
科修斯科山（英語：Mount Kosciusko）是南極洲的山峰，位於玛丽·伯德地，屬於阿梅斯山脈的一部分，海拔高度2,910米，美國地質調查局根據測量和該國海軍的空中照片繪入地圖。